# 신부의 아들
신부의 아들(El Hijo De La Novia, Son Of The Bride)은 아르헨티나에서 제작된 후안 호세 캄파넬라 감독의 2001년 코미디, 드라마 영화이다. 리카도 다린 등이 주연으로 출연하였고 마리엘라 베수이에브스키 등이 제작에 참여하였다.

## 출연

### 주연
- 리카도 다린
- 헥터 엘터리오

### 조연
- 노마 알렌드로
- 에두아도 블랑코
- 나탈리아 베르베케
- 데이빗 마사이닉
- 아틸리오 포조본
- 훔베르토 세라노
- 에드리언 슈어
- 후안 호세 캄파넬라
- 카를로스 알바레즈 노보아
- 앨리시아 로드리게즈

## 제작진
- 프로듀서: 에드리언 슈어
- 의상: 세실리아 몬티
- 배역: 월터 립펠